# 力武靖
力武 靖（りきたけ やすし）は、少女ヌード写真集で知られる写真家である。1999年11月1日施行の児童買春、児童ポルノに係る行為等の処罰及び児童の保護等に関する法律（平成11年法律第52号）によって、それらのほとんど全ては絶版となっており、現在はもっぱら成人女性のヌード作品を制作・発表しているが、なお少女の面影を残すモデルの撮影を中心に活動を続けている。有限会社力武靖写真事務所（スタジオR）代表取締役、有限会社ラックマーク最高経営責任者。

## 経歴
福岡県生まれ。1982年、大正屋出版に入社。同年12月、自費出版写真集『アリスクロームとおともだち』でデビュー。1988年にフリーとなり、1994年に有限会社力武靖写真事務所を設立した。1990年代のロリータメディアで活躍し、1999年11月以降は有限会社アルファーセントリーで制作、研究を開始していた。パイパン専門メーカーであるラックマーク設立後は、同社や秋葉原のアキバギルドえなじぃなどで、DVD作品や写真作品などを発表していた。
2005年4月18日、インターネットの有料グラビアサイト（フォトギャラリー）である「少女秘宝館」を開設。同ウェブサイトにて童顔の女性たちの剃毛した陰部が無修正であるヌード写真および動画を公開・販売し、これが「疑似児童ポルノ」として問題視されるようになる。2009年9月、「疑似児童ポルノ」DVDを出荷したとして、わいせつ図画頒布の疑いで警視庁に逮捕された。逮捕後、「少女秘宝館」は「Rikitake.com」に改称、「少女惑星 -Girls Planet-」は「Girls Delta」に改称し、同様の映像を配信している。

## 写真集の一覧

### さーくる社
- 逢えない時は（大野春江・野村文子）
- 青空のあるかぎり（榊原珠美）
- 浅野エリ 14歳（浅野エリ）
- 温かな輪郭（佐藤清美）
- 新しい季節に（市川美鈴）
- あの日の秘密（谷口由香）
- 甘い躾糸（大原由美子）
- 雨に咲く白い花（南沢ふみえ）
- いけない約束（太田裕子）
- 急がないでね（小林愛）
- いたいけな瞳（池田繭子）
- いたいけな瞳II（池田繭子）
- いたずらな天使（早川理央）
- いつか会えたら（小嶋しのぶ）（成人モデル）
- いつか会えたらII（小嶋しのぶ）（成人モデル）
- いつか君と（山下亜利沙）
- いつか君とII（山下亜利沙）
- いつか君とIII（山下亜利沙）
- いつか何処かで（松本さやか）
- いつかふたりで…（小野寺ひろみ）（成人モデル）
- いつか夢見て（芳本美知子）
- いつまでもそのままで（相川夏美）
- いつも一緒に（小田久美子）
- 今すぐに（池田玲子）
- 今は言わないで（斉藤有子）
- 今は遠くても（浅津美佳）
- 小川佐和子 14歳（小川佐和子）
- 想いがあふれて（遠藤彩）
- 思い出に手を振って（中川ともみ）
- 思い出の滴たち（近藤悦子・藤田ミキ・竹内雅代）
- 想いのままに（河原小百合）
- 限りなく響かせて（河合紀子）
- 果実物語（岩本まどか）
- 樫の木の下で（天本久美・天本留美）
- 風に抱かれて（坂本文恵）
- 風の中、空の下で（坂井洋子）
- きっと誓うから（久保田京子）
- 今日が終らないうちに（辺見尚子）
- ここにおいで…（石川奈緒美）
- 午後の光の中で（立花郁美）
- 午後のミルク時間（小片まき）
- 心の中で…（今井友佳里）
- 心を着替えて（石井幸）
- 小南極物語（新井真美）
- このままずっと（野村鮎美）
- 静かな温もり（香坂みく）
- 視線の香り（井上恭子）
- 篠原茜 14才（篠原茜）
- 自由と連れだって（野村美香）
- 14歳の誘惑（内田ユカ）
- 杉下なおみ 16歳（杉下なおみ）
- 好きだから…（田代ゆかり）
- 杉山いずみ 14歳（杉山いずみ）
- すべては夢の中に（大森安代）
- すり抜ける風に（栗林美紀）
- せせらぎに揺られて（メアリー・直子・渡辺）
- 千年経っても（並木鈴子）
- そっと小指で（榎本亜由美）
- そっと優しく（平田早苗）
- そっと優しくII（平田早苗）
- 高橋千絵 13歳（高橋千絵）
- だけどいいよ…（柴崎和美）
- 誰にも言わないで[注釈 2]（一ノ瀬麻美）（成人モデル）
- 誰も知らない場所で（村上愛）
- ちょっと待ってて（篠原茜）
- 月が昇る前に（岸本江里子）
- 吐息を運んで（望月佳奈子）
- 遠くに思える夜も（内山美佐）
- 時の隙間で（白石ひかり）
- とまどいの中で（三浦佳代子）
- 中森麻奈美 14歳（中森麻奈美）
- 仲良くしてね（小森亜紀子・小森裕子）
- 夏への扉（佐藤麻美）
- 名もない時を抜けて（古川舞）
- 何でもないよ（磯崎祥子）
- 虹を見たかい（篠宮紀美子）
- 願いを込めて（森川純子）
- 野中ミホ 14歳（野中ミホ）
- はずむ想いに（倉田ちとせ）
- はなれていても（加藤真由子）
- 早く気づいて（天本留美）
- ピクニック（西野春名・久内いずみ・水野陽子）
- 一つ時の二つ夢（千葉かおる・大竹はるか）
- 瞳に映して（牧原香織）
- ひとりぽっちの夏休み（宮本裕子）
- 独りにしないで（加納ひろみ）
- 微熱の季節（金子千草）
- 秘密の恋人（杉山いずみ）
- 秘密の迷宮（雨宮夕貴）
- 風船に乗って（清水未希）
- ふたりの約束（沢田ひろみ）
- 星と月に託して（上村綾子）
- まぶしい程に（遠藤今日子）
- 見返り少女（今関翔子）
- 見せてあげる（林晶子）
- 迎えに来てね（天野美由紀）
- 胸の奥まで（塚本恵）
- もしも一度だけ（岸田佐和子）
- もっと見つめて（野村千代子）
- 柔らかな宝石（栗田あゆみ）
- 夢心地（湯沢厚子）
- 夢で逢えたら（小森香織）
- 夢に環って（安田遥）
- 夢の彼方で（小松貴子）
- 夢のつづき（加瀬まどか[注釈 3]）
- 夢の谷間で（浅田葉子）
- 夢より素敵な（伊藤裕美香・石田さおり[注釈 4]）
- 夢を信じて（紺野由起子）
- 許してあげる（篠原茜）
- よそ見はしないで（有村琴美）
- リハウス（宮嶋りえ）
- 忘れないでね（杉山いずみ）

### ペンギンハウス
- いたずらな妖精（清原ゆき）
- 一人遊びの午後（美保ゆうこ）

### ペペ
- FRIENDSシリーズ
  - FRIENDS なかよしこよし（久美・真美）
  - FRIENDSII 楽園ものがたり（智子・千春）
  - FRIENDSIII おさななじみ（はるか・健太郎）（少女と少年）
  - FRIENDSIV よりみち（理香・佳代子）
  - FRIENDSV 六人の天使たち（理香・佳代子・智子・真美・弥生・厚子）
- ラストクリスマス（西村理香）

### 力武靖写真事務所
- あなただけに（斎藤真紀）
- あなたのもとへ…初恋（竹田あゆみ）
- 一秒の中の永遠（大野弥生）
- うさぎの魔法（佐々木まるみ）（成人モデル）
- 今日だけの本当（小林留美子[注釈 5]）
- ターザン（近藤佳乃）
- 誰よりも深く（中山いずみ）
- ちゃんと教えて（小林留美子）
- ちょっとだけだよ（海野雅代）
- 月色のチュール（進藤由加）（成人モデル）
- 天使の誘惑（藤田未来）
- 時が戻せたなら（矢ヶ部万里）
- ひとりぼっち（三浦ちなみ）（成人モデル）
- 見つめてほしい（中井まみ）（成人モデル）
- 目覚める前に（西村理香）
- 夢のドアを叩いて（倉本菜奈）
- Emerald001（成瀬明美・水野沙織）
- Sapphire001（手塚貴美子）
- Ruby001（柿崎愛子）
- Ruby002（石田亜矢子）
- 百万レムの視線
- SixYears三部作
  - SixYears 11・12（西村理香）
  - SixYears 13・14（西村理香）
  - SixYears 15・16（西村理香）
- Portraits of 'Jennie'（ジェニー達の肖像）全集（1998年8月1日発行）
  - Portraits of 'Jennie' 1（ジェニー達の肖像1） ISBN 4-915979-16-4
  - Portraits of 'Jennie' 2（ジェニー達の肖像2） ISBN 4-915979-17-2
  - Portraits of 'Jennie' 3（ジェニー達の肖像3） ISBN 4-915979-18-0
  - Portraits of 'Jennie' 4（ジェニー達の肖像4） ISBN 4-915979-19-9
  - Portraits of 'Jennie' 5（ジェニー達の肖像5） ISBN 4-915979-20-7[注釈 6]
  - Portraits of 'Jennie' 6（ジェニー達の肖像6） ISBN 4-915979-21-5[注釈 6]
  - Portraits of 'Jennie' 7（ジェニー達の肖像7） ISBN 4-915979-22-3[注釈 6]

### 心交社
- あたたかな残像（名波愛子）（成人モデル）
- 新しい夢を並べて（朝倉美奈）（成人モデル）
- あの日微笑んだ君に（宮地奈々）（成人モデル）
- いつか秘密の場所で（水嶋由佳里）（成人モデル）
- いつか目覚める朝に（西村沙織）（成人モデル）
- 君だけをさがして（早川有紀）（成人モデル）
- 秋桜の露にふれて（百瀬さなえ）（成人モデル）
- こぼれる花のように（成瀬静香）（成人モデル）
- 木漏日に誘われて（伊藤心美）（成人モデル）
- すり抜ける風のように（岡本さやか）（成人モデル）
- そっと囁いた瞬間に（憂木愛美）（成人モデル）
- たとえば明日には（大石よもぎ）（成人モデル）
- 誰も知らない君を（小山智美）（成人モデル）
- 紡いだ幻想の先に（若草鈴音）（成人モデル）
- 遠い日の月のかけら（川崎紀子）（成人モデル）
- とぎれた夢の続きに（朝倉みづき）（成人モデル）
- 時を追い越して（香坂ゆい）（成人モデル）
- 夏の夜の燭光（広川久美子）（成人モデル）
- 眠れぬ夜の魔法（松井美樹）（成人モデル）
- ひとしずくの香りと（立花麻里華）（成人モデル）
- まちぶせ（杉浦杏里）（成人モデル）
- 眼差しに鎔かされて（日高ゆりあ）（成人モデル）
- 水無月の午後に（牧村めぐみ）（成人モデル）
- 夢の岸辺で（藤木瞳）（成人モデル）
- 夢見る小鳥のようにー道しるべー（河村綾）（成人モデル）
- 私を何処かへつれてって（大石よもぎ）（成人モデル）
- この星の何処かで（松井美樹）（成人モデル）

### オークラ出版
- みらくる（久住みはる）（成人モデル）

### 三和出版
- つぼみ写真集 神聖ロリータ（つぼみ）（成人モデル）
- 伝説の美少女西村理香（西村理香）（ヌードなし）

### アルファーセントリー
- もしも虹が出たなら（水野智子）（成人モデル）

### マイウェイ出版
- 無毛少女 純真物語 10人のパイパン天使たち（成人モデル）